# Daisuke Ishihara
Daisuke Ishihara (石原 大助 Ishihara Daisuke?, nacido el 9 de diciembre de 1971 en Yamanashi) es un exfutbolista japonés. Jugaba de defensa y su único club fue el Ventforet Kofu de Japón.

## Trayectoria

### Clubes
| Club           | País  | Año         |
| -------------- | ----- | ----------- |
| Ventforet Kofu | Japón | 1994 - 2001 |